# 沃沃曼斯群島
64°55′S 63°53′W / 64.917°S 63.883°W
沃沃曼斯群島（德語：Wauwermans-Inseln）是南極洲的群島，屬於威廉群島的一部分，由德國探險隊發現，以比利時皇家地理學會命名，現時由南極條約體系管理。